# Società Polisportiva Ars et Labor
La Società Polisportiva Ars et Labor, més coneguda com a SPAL, és un equip italià de futbol de la ciutat de Ferrara.

## Història
El club va ser fundat com un cercle religiós-cultural l'any 1907 amb el nom de Circolo Ars et Labor pel sacerdot salesià Pietro Acerbis. Els colors adoptats van ser blanc i blau. El 1912, la branca esportiva es va separar de la religiosa i es va formar la Società Polisportiva Ars et Labor (SPAL). Entre 1939 i 1943 el club va canviar temporalment el seu nom a Associazione Calcio Ferrara, així com els seus colors.

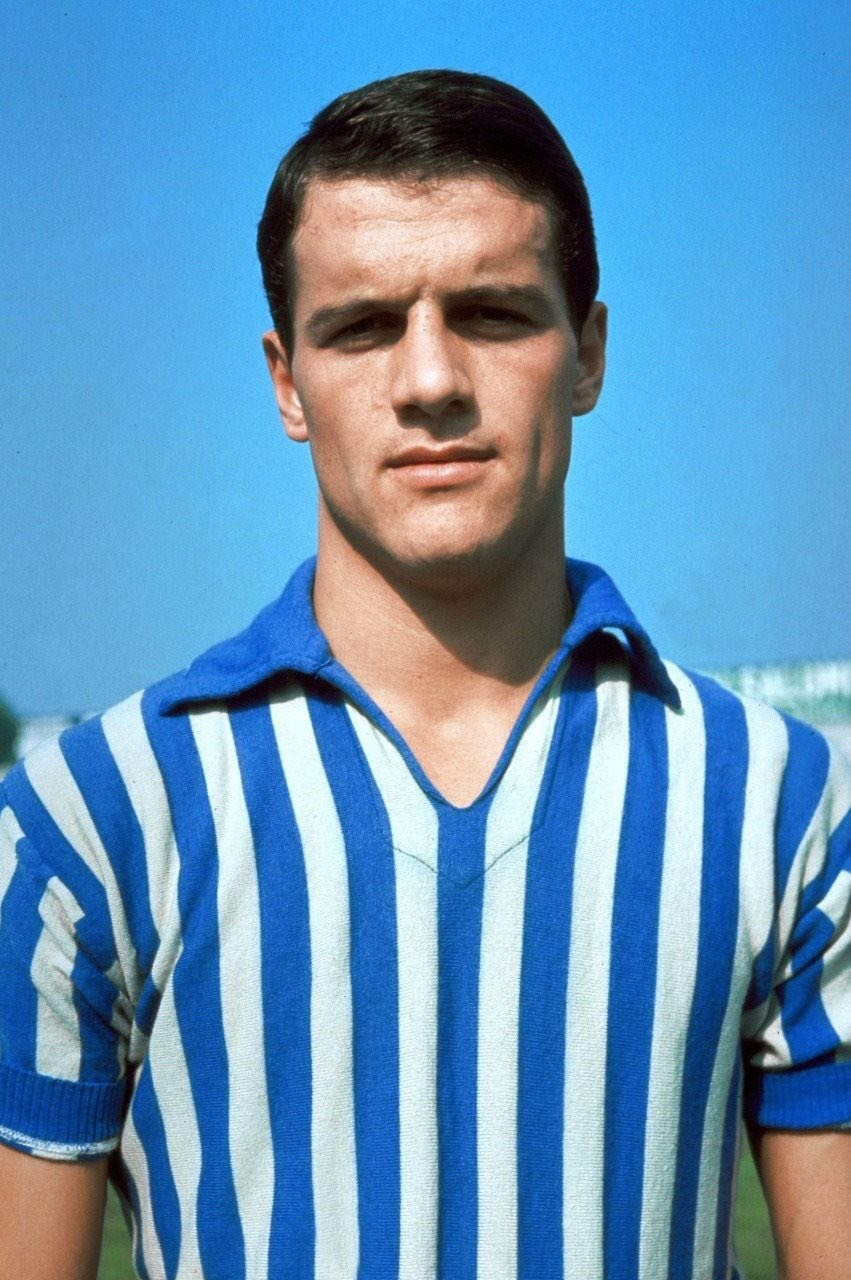
Fabio Capello el 1966.

La seva millor època la visqué entre 1951 i 1968, en què exceptuant una temporada jugà a la màxima categoria del futbol italià, la Sèrie A. El 1951, sota la presidència de Paolo Mazza, amb l'entrenador Antonio Janni i el capità John Emiliani, l'SPAL va aconseguir per primera vegada l'ascens a la Sèrie A. Durant aquests anys, van sortir del club molts jugadors joves que es van fer famosos, entre ells Fabio Capello.
Durant els anys setanta, vuitanta i noranta, l'SPAL va jugar majoritàriament a la Sèrie B i la Sèrie C.
L'any 2005 patí una fallida econòmica i fou refundat amb el nom d'SPAL 1907. L'estiu de 2012, després de patir una segona fallida, el club es va refundar per segona vegada com a Società Sportiva Dilettantistica Real SPAL.
Al final de la temporada 2012-13, el club va recuperar la seva denominació original. El 12 de juliol de 2013, després d'un acord per a la fusió entre l'SPAL i el Giacomense, un club de Ferrara, el club va canviar el seu nom a SPAL 2013.
La temporada 2015-16, l'equip va guanyar la promoció a la Sèrie B per primera vegada des de la temporada 1992-93, després d'acabar primer al grup B de la Lega Pro. L'any següent van quedar primers a la Sèrie B, aconseguint així l'ascens a la Sèrie A després d'una absència de 49 anys.